# Chuukesiska
Chuukesiska är ett mikronesiskt språk som talas i delstaten Chuuk i Mikronesiska federationen. Antal de som talar chuukesiska som modersmål är cirka 48 200 och som andra språk cirka 52 790. Språket delas i två huvuddialekter och det anses vara livskraftigt. Chuukesiskas närmaste släktspråk är bl.a. mortlockiska och puluwatiska.
Både chuukesiska och engelska är officiella språk i delstaten Chuuk.

## Fonologi

### Konsonanter
Ett av chuukesiskas särdrag är att språkets fonologi tillåter geminator i början av ord. Detta fenomen har nästan försvunnit från alla andra mikronesiska språk.
|             |             | Bilabial | Bilabial | Labial | Alveolar | Retroflex | Palatal | Velar |
| Norm        | Lab.        |          |          | Labial | Alveolar | Retroflex | Palatal | Velar |
| ----------- | ----------- | -------- | -------- | ------ | -------- | --------- | ------- | ----- |
| Klusil      | Klusil      | p \| b   | pʷ \| bʷ |        | d        |           |         | g     |
| Affrikat    | Affrikat    |          |          |        |          | tʂ        |         |       |
| Frikativ    | Norm.       |          |          | f      | s        |           |         |       |
| Frikativ    | Gem.        |          |          | fː     | sː       |           |         |       |
| Nasal       | Norm.       | m        | mʷ       |        | n        |           |         | ŋ     |
| Nasal       | Gem.        | mː       | mːʷ      |        |          |           |         | ŋː    |
| Tremulant   | Tremulant   |          |          |        | r        |           |         |       |
| Approximant | Approximant | w        |          |        |          |           | j       |       |

Källa:

### Vokaler
|            | Främre | Central | Bakre |
| ---------- | ------ | ------- | ----- |
| Sluten     | i      | ɨ       | u     |
| Halvsluten |        | ə       |       |
| Halvöppen  | e      | ə       | o     |
| Öppen      | a      | ɐ       | ɒ     |

Källa:

## Skriftspråk
Missionärer började skapa ett skriftspråk för chuukesiska redan på 1800-talet och systemet reformerades på 1970-talet. Språket skrivs med latinska alfabetet. Bibeln översattes till chuukesiska för första gången år 1989.